# 목사동면
목사동면(木寺洞面)은 대한민국 전라남도 곡성군의 면이다.

## 개요
목사동은 사찰이 18개의 절이 있었다는 것에서 유래한 말로 유래와는 달리 절터만 있고 현재는 유일하게 천태암만이 명맥을 잇고 있었으나 2001년부터 본격적인 복원 사업을 시행하고 있다.
목사동면은 곡성군의 최남단에 위치하여 동쪽은 비래산, 삼산, 죽곡면과 인접하고 남쪽은 아미산, 형제산 등 순천시 승주읍과 맞닿아 있으며, 보성강을 경계로 하여 서쪽은 석곡면, 북쪽은 죽곡면과 인접해 있다. 유치산에서 발원한 목사동천이 목사동면 중앙부를 북류하여 보성강 유역과 보성강이 발원한 소평야는 토지가 비옥하고 수원이 풍부하여 농사짓기에 좋은 곳이며, 1971년도에 목사동제1교, 제2교에 다리를 놓았으나 노후하여 1999년에 전면 확장 개량공사를 하여 곡성군 내 직행버스가 운행되고 있어 교통이 편리하다.

## 행정 구역
| 법정리 | 한자명 | 행정리                          |
| ------ | ------ | ------------------------------- |
| 공북리 | 拱北里 | 공북리1구, 공북리2구            |
| 구룡리 | 九龍里 | 구룡리                          |
| 대곡리 | 大谷里 | 당산리, 대곡리, 덕산리, 소방리  |
| 동암리 | 洞岩里 | 동암리                          |
| 범계리 | 帆溪里 | 범계리1구, 범계리2구            |
| 수곡리 | 水谷里 | 고죽리, 도장리                  |
| 신기리 | 新基里 | 신기리                          |
| 신전리 | 薪田里 | 신전리1구, 신전리2구            |
| 용봉리 | 龍鳳里 | 용봉리1구, 용봉리2구            |
| 용사리 | 龍司里 | 사당리, 용암리                  |
| 죽정리 | 竹亭里 | 죽정리1구, 죽정리2구, 죽정리3구 |
| 평리   | 坪里   | 평리1구, 평리2구, 평리3구       |